# 長運寺 (神奈川県葉山町)

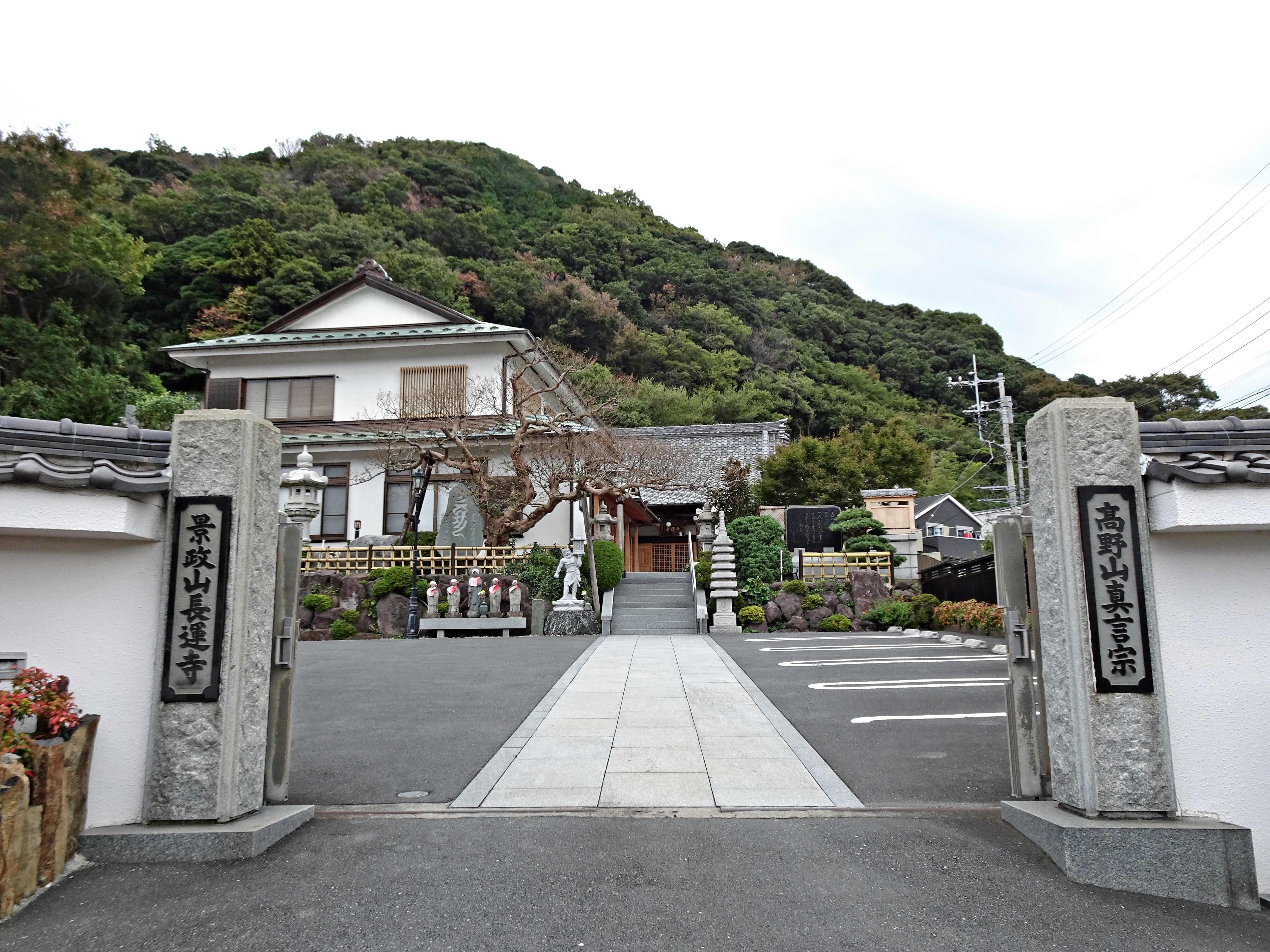
長運寺山門

長運寺（ちょううんじ）は、神奈川県三浦郡葉山町長柄にある高野山真言宗の寺院。山号は景政山、本尊は不動明王。高野山金剛峯寺の末寺。葉山厄除不動尊としても知られる。

## 歴史
大永年間（1521 - 1527年）に長江義景が衣笠城に置かれていた不動尊を分祀し、祖父である鎌倉権五郎景正を祀るため宥海を開基として創建したと伝えられている。山号は権五郎景正の名から取られたもの。本尊の木造不動明王と二童子像は葉山町の有形文化財に指定されている。 